# کستل داتزانو
کستل داتزانو (به ایتالیایی: Castel d'Azzano) یک کومونه در ایتالیا است که در استان ورونا واقع شده‌است. کستل داتزانو ۱۰٫۰ کیلومتر مربع مساحت و ۱۱٫۸۶۵ نفر جمعیت دارد و ۵۰ متر بالاتر از سطح دریا واقع شده‌است.